# Rainer Dopp
Rainer Dopp (* 23. Mai 1948 in Itzehoe) ist ein deutscher politischer Beamter. Er war von 2006 bis 2011 Staatssekretär im Justizministerium des Landes Mecklenburg-Vorpommern.

## Leben und Beruf
Nach Abschluss der Schule studierte Dopp Rechtswissenschaften. Die erste juristische Staatsprüfung legte er 1972 in Schleswig ab, 1975 folgte die zweite Staatsprüfung in Hamburg.
1975 wurde Dopp zum Richter auf Probe ernannt. Von 1975 bis 1977 war er als Staatsanwalt in Kiel tätig, dann wurde er für zwei Jahre an die Kieler Universität abgeordnet. Nach zwei weiteren Jahren bei der Staatsanwaltschaft Kiel wurde er 1981 Referent im Justizministerium Schleswig-Holstein. 1983 wechselte er ins Innenministerium und 1984 zur Generalstaatsanwaltschaft in Schleswig, bevor er 1985 zum Justizministerium zurückkehrte. Dort wurde er 1988 zum Oberstaatsanwalt ernannt.
Im November 1990 wurde er an das Justizministerium Mecklenburg-Vorpommerns abgeordnet. 1991 übernahm er dort als Ministerialdirigent die Leitung der Allgemeinen Abteilung. Ab 1992 war er zusätzlich Stellvertreter des Staatssekretärs, bis er 2006 selbst in diese Position aufrücken konnte.
Rainer Dopp ist verheiratet und hat zwei Kinder.

## Politik
Am 7. November 2006 wurde er Nachfolger von Rainer Litten als Staatssekretär im von Uta-Maria Kuder (CDU) geführten Justizministerium von Mecklenburg-Vorpommern. Am 26. Oktober 2011 folgte ihm  Birgit Gärtner.
Am 1. September 2012 hat Dopp die Nachfolge des zurückgetretenen Hansjörg Geiger als Mitglied der Nationalen Stelle zur Verhütung von Folter angetreten.